# Haïfa
 (août 2025).
 (août 2025).
Si vous disposez d'ouvrages ou d'articles de référence ou si vous connaissez des sites web de qualité traitant du thème abordé ici, merci de compléter l'article en donnant les références utiles à sa vérifiabilité et en les liant à la section « Notes et références ».
Pour le film, voir Haïfa (film).
Cette page contient des caractères spéciaux ou non latins. S’ils s’affichent mal (▯, ?, etc.), consultez la page d’aide Unicode.
Haïfa (en hébreu : חֵיפָה, Ḥefa, /χeˈfa/ ; en arabe : حيفا, Ḥayfa) est une ville côtière en Israël située sur les bords de la mer Méditerranée. Elle constitue la troisième agglomération la plus peuplée d’Israël après Tel-Aviv et Jérusalem. L'origine de son nom reste inconnue, bien que le mot hébreu hof (côte), voire plus récemment la contraction des mots hof yafe (belle côte) aient été proposés.
Haïfa et son agglomération ont une population totale de l’ordre du demi-million d’habitants fin 2008. Elle est connue pour son important port en eau profonde ainsi que son importante industrie chimique. Elle accueille l'université du Technion, souvent considérée comme la plus prestigieuse et élitaire  d'Israël.
En comparaison des autres grandes villes israéliennes, Haïfa se caractérise par son pourcentage élevé de cadres et de doctorants et diplômés de l'enseignement supérieur, et est régulièrement présentée par l'aphorisme suivant : « Tel Aviv danse, Jérusalem prie, Haïfa travaille ».

## Géographie

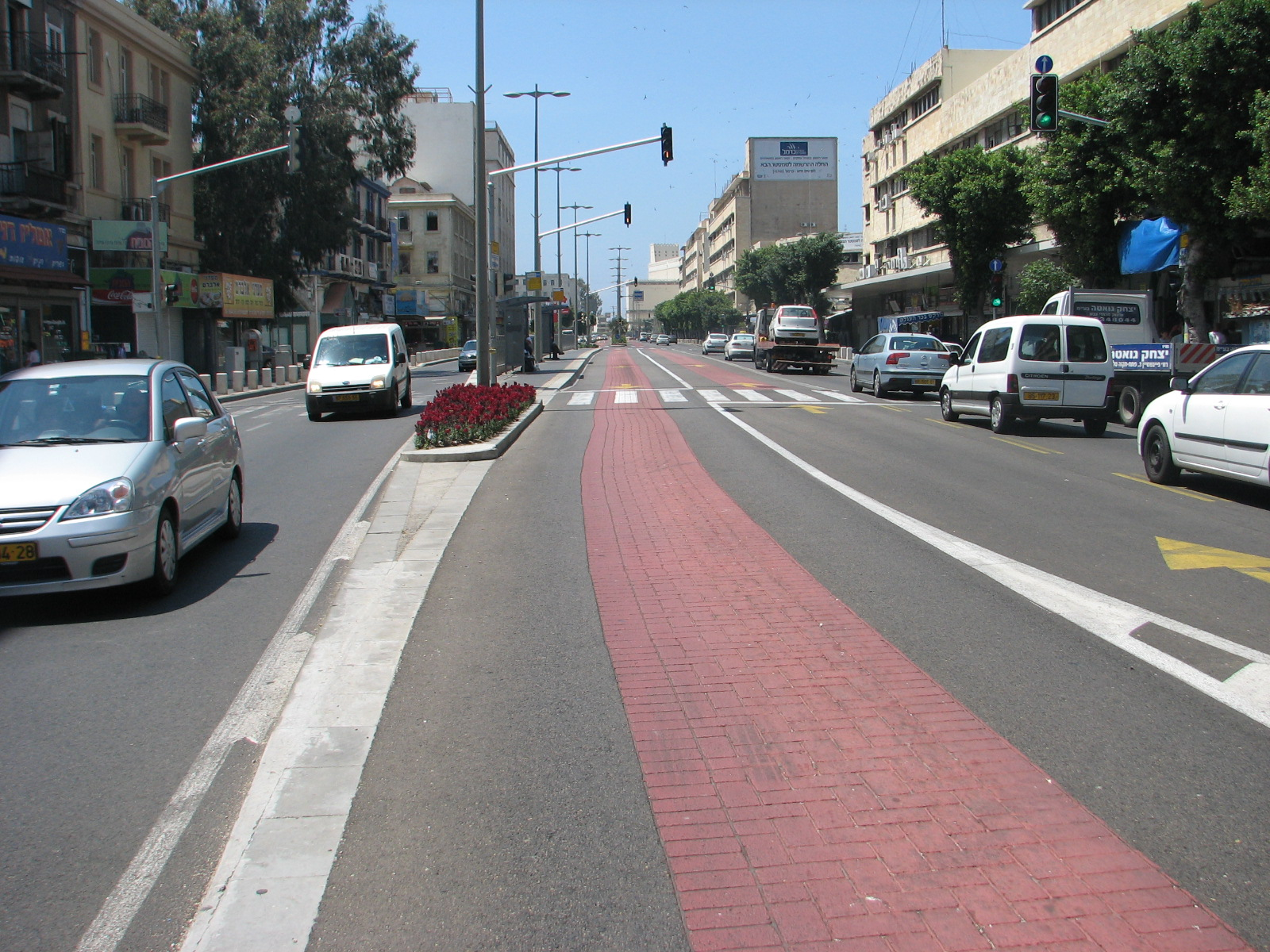
Rue Ha’Atzmaouth (rue de l’Indépendance), la voie principale de la Ville-Basse, le centre commercial et pendulaire de la métropole.

Située au nord du pays et dans le district qui porte son nom, Haïfa est la troisième ville du pays et compte une population de 270 500 habitants,. À l’instar d’Acre et Jérusalem, à côté de la population juive, elle abrite une  communauté musulmane considérable (Arabes israéliens), plus de 25 000 personnes de confessions diverses (musulmans, chrétiens de diverses églises catholiques ou orientales). Logée en contrebas ainsi que sur les hauteurs du mont Carmel, elle est une des villes portuaires les plus importantes du pays et abrite en son sein l’université de Haïfa, et le célèbre centre polytechnique d'éducation et recherches Technion (Institut israélien de technologie).

## Climat
Haïfa a un climat méditerranéen, codé « Csa » selon la classification de Köppen.

## Histoire

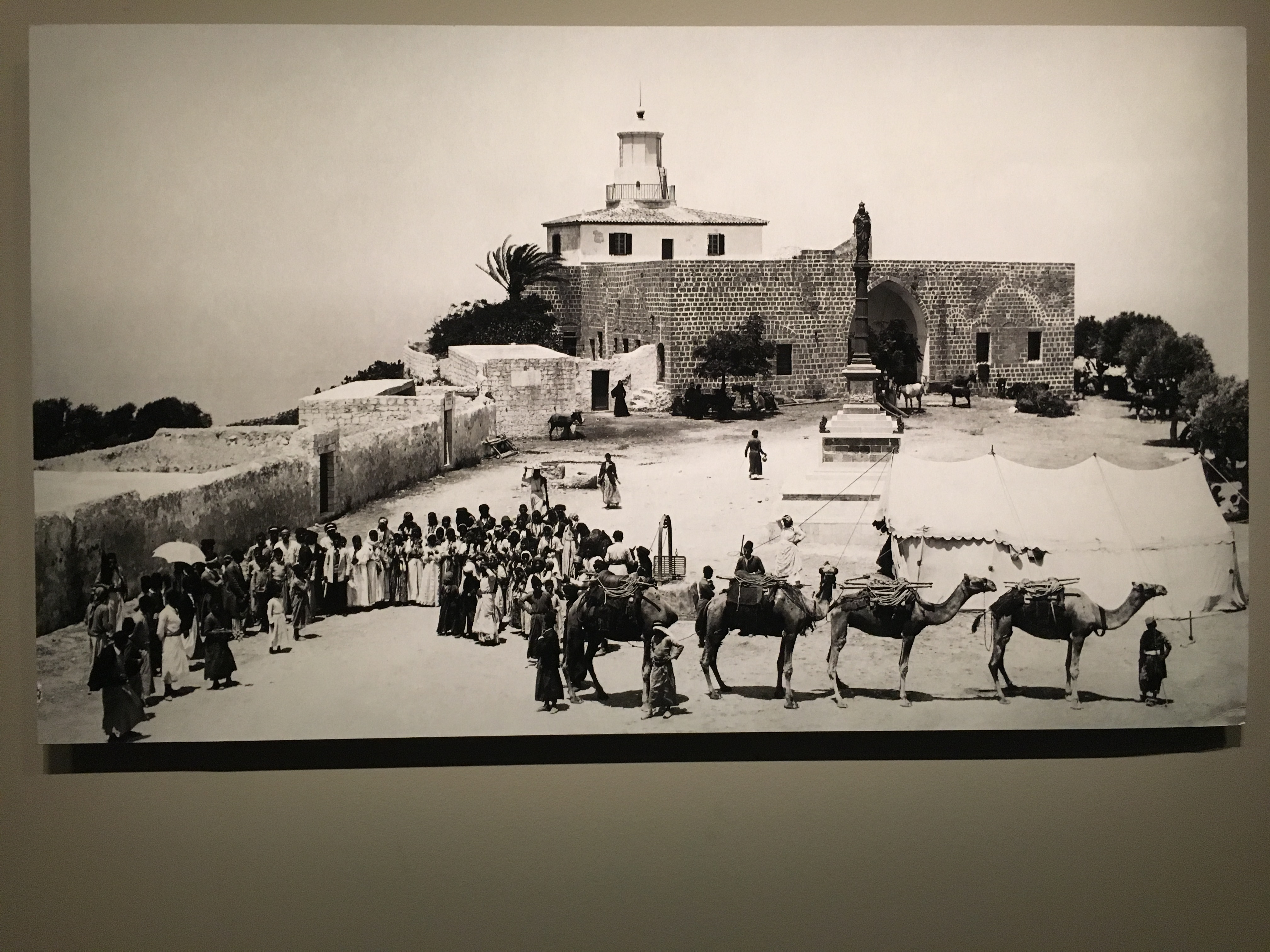
Pèlerinage de chrétiens galiléens au Carmel de Haïfa en 1898.

### Antiquité
Le nom de cette cité est mentionné dans des sources talmudiques plus d'une centaine de fois. Il s’agit alors d’une bourgade située aux environs de Shikmona, la principale ville juive de la région.
Le lien avec le prophète Élie est encore visible dans la grotte portant son nom. À l'origine, c'était un lieu où on vénérait Baal-Adonis, confondu par la suite avec la grotte où Elie s'était réfugié alors qu'Achab le poursuivait.

### Moyen Âge
Conquise et intégrée à l’Empire byzantin, elle fut ensuite successivement placée sous la domination des Perses et de l’empire arabe. En 1100, les croisés font le siège de la ville avant de l’intégrer dans la principauté de Galilée. Ce furent les mamelouks qui reprirent les lieux en 1265 avant qu’elle ne soit progressivement désertée et abandonnée jusqu’au XVIIe siècle. À l'époque, on l'appelle Caifa ou Caïffe en français.

### Période ottomane
En 1761, le souverain bédouin Daher El-Omar reconstruisit la cité en la ceinturant d’une muraille. Toutefois, la nouvelle cité fut déplacée de son lieu d’origine et située dans un lieu étroit entre la mer et les hauteurs du mont Carmel. À l’exception de courtes périodes marquées par les tutelles de Bonaparte (1799) et de Méhémet Ali (1831), vice-roi d’Égypte, la tutelle ottomane perdurera jusqu’au démembrement de l’Empire en 1918 (conséquences de la Première Guerre mondiale sur la géographie du Moyen-Orient). En 1834, Joseph-François Michaud écrit dans sa Correspondance d'Orient qu'« il n'y a rien au monde de plus triste, de plus misérable, de plus dégoûtant que la petite bourgade de Caïpha, qu'on appelle Caïpha la neuve. Quand on a vu un amas informe de cabanes de pierres, une population couverte de lambeaux, et qu'on aperçoit ensuite les fortifications de la ville, on se demande à quoi elles peuvent servir, ce que ce pauvre pays peut avoir à défendre, ce que des ennemis viendraient y chercher ».

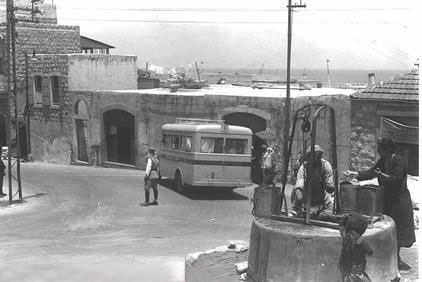
Arrêt d'autobus et Arabes puisant de l'eau à un puits en 1934.

En 1868, l’arrivée des membres de la Tempelgesellschaft (Société des Templiers) bénéficia beaucoup au développement de la ville. Ces immigrants allemands bâtirent leurs maisons dans ce qui est maintenant connu comme la « colonie allemande », un quartier central de la ville. Les templiers contribuèrent grandement à l’industrie et au commerce de Haïfa, et jouèrent un rôle important dans sa modernisation.
En 1886, la ville compte 3 300 habitants selon Pierre Auguste Raboisson (1 200 musulmans, 1 200 chrétiens et 900 juifs).

### Période mandataire
Placée sous tutelle du mandat britannique en Palestine, elle devient un port industriel important avec l'ouverture de l'oléoduc de Mossoul à Haïfa, en service de 1935 à 1948. La composition démographique de sa population évolue pendant cette période : de 20 000 habitants dont 84 % de musulmans, 12 % de chrétiens, et 4 % de juifs en 1914, les vagues successives de l’immigration juive en Palestine la font passer à 145 000 habitants en 1947 ; la proportion de musulmans descend à 38 % pour 47 % de juifs et 15 % de chrétiens,,.

### Expulsion des Arabes et période israélienne
Malgré les tensions nationalistes, les ouvriers arabes et juifs du secteur portuaire (port, raffinerie de l’Iraq Petroleum Company, industries) avaient développé une certaine conscience de classe commune et travaillaient ensemble, s’entraidaient et luttaient. Haïfa devient rapidement l’un des principaux foyers du socialisme en Israël. Mais après le vote du plan de partition de la Palestine le 19 novembre 1947, les milices paramilitaires juives lancent l’opération Misparayim (« ciseaux »), conduite par la brigade Carmeli. Dès le mois de décembre, l’artillerie placée dans les quartiers juifs de la ville, situés en hauteur, a pilonné au mortier les quartiers arabes situés en contrebas,,. Une campagne de terreur est organisée par la Haganah et le groupe terroriste d’extrême-droite, l’Irgoun : des barils plein d’explosifs sont jetés dans les rues en pente ; ou des rues sont incendiées, en faisant couler un mélange d’hydrocarbures dans les rues, puis en y mettant le feu. Les Arabes qui tentaient d’éteindre l’incendie étaient mitraillés. Des voitures piégées sont amenées à réparer dans les garages arabes, et explosent lors de la réparation. L’unité Hashahar est responsable de plusieurs de ces opérations. C’est dans ce contexte que survient le massacre de la raffinerie de pétrole de Haïfa : l’Irgoun jette des grenades dans un groupe de journaliers arabes attendant l’embauche devant la raffinerie (attentat approuvé par la Haganah), ce qui cause 6 morts et 42 blessés ; immédiatement, les Arabes lynchent les Juifs présents sur le port, faisant 39 autres morts et 49 blessés. Cette première vague de terreur, bien que non-décidée par la direction du Yichouv, a été approuvée par elle a posteriori. Elle pousse environ 15 à 20 000 Arabes de Haïfa vers une fuite, qu’ils pensent temporaire : ils vont pour la plupart dans leurs résidences secondaires au Liban ou en Égypte, pour revenir une fois les tensions apaisées. La fuite de la partie la plus aisée de la population laisse les 55 à 60 000 Arabes des classes populaires quasiment sans cadres. Le 31 décembre, la Haganah expulse le quartier arabe de Wadi Rushmiyah et en fait sauter les maisons, le jour du massacre de Bilad el Cheïkh. À la mi-janvier, le Palmach attaque le quartier d’Hawassa, constitué de taudis et habité par les derniers migrants arabes, l’expulse et le détruit.
L’opération de désarabisation d’Haïfa, de nettoyage ethnique, est nommée Mispararayim, opérations Ciseaux. Elle consiste à la fois à expulser les Arabes d’Haïfa et à vider les villages alentour. Une seconde phase est déclenchée lorsque Hugh Stockwell (en), commandant de la 6(th) Airborne et chargé du maintien de l’ordre par le Royaume-Uni, mandataire de la SDN, informe les Juifs (et eux seuls) qu’il va retirer ses troupes de la zone tampon entre les deux communautés le 18 avril. Cette seconde phase, l’opération Biour Hametz ou opération « Grand nettoyage » commence le 21 avril. La brigade Carmeli en est chargée par le commandement des milices sionistes, bientôt armée officielle d’Israël ou FDI. Près de 2 000 soldats aguerris et bien équipés affrontent 500 volontaires arabes inexpérimentés et mal armés. Quand Stockwell fait comprendre aux représentants des Arabes qu’il ne les protégera pas, ils demandent à pouvoir fuir en bon ordre, ce que la Haganah ne laisse pas faire. Les haut-parleurs de la Haganah diffusaient des messages incitant à fuir avant qu’il ne soit trop tard ; le maire de la ville, le Juif Shabtai Levi, diffusait un autre message, suppliant les Arabes de rester. Le 22 avril, la population arabe se rassemble donc près du port, sur le marché couvert, datant de l’époque ottomane en espérant pouvoir fuir sur un bateau. La ville est mise à sac en même temps. Lorsque une foule conséquente est rassemblée, la brigade Carmeli ouvre le feu au mortier de 76 mm sur le port et le marché, provoquant une panique. « Les hommes marchaient sur leurs amis, les femmes sur leurs propres enfants. Les bateaux dans le port furent vite remplis d’une cargaison vivante. Beaucoup ont chaviré et coulé avec tous leurs passagers ».
Au total, 68 000 des 71 000 habitants arabes de la ville prennent la fuite ; les 3 500 restants sont regroupés de force dans le quartier de Wadi Nisnas, certains restant sans logement. Quelque 40 000 immigrants juifs sont installés dans les maisons arabes confisquées via la loi sur la propriété des absents.

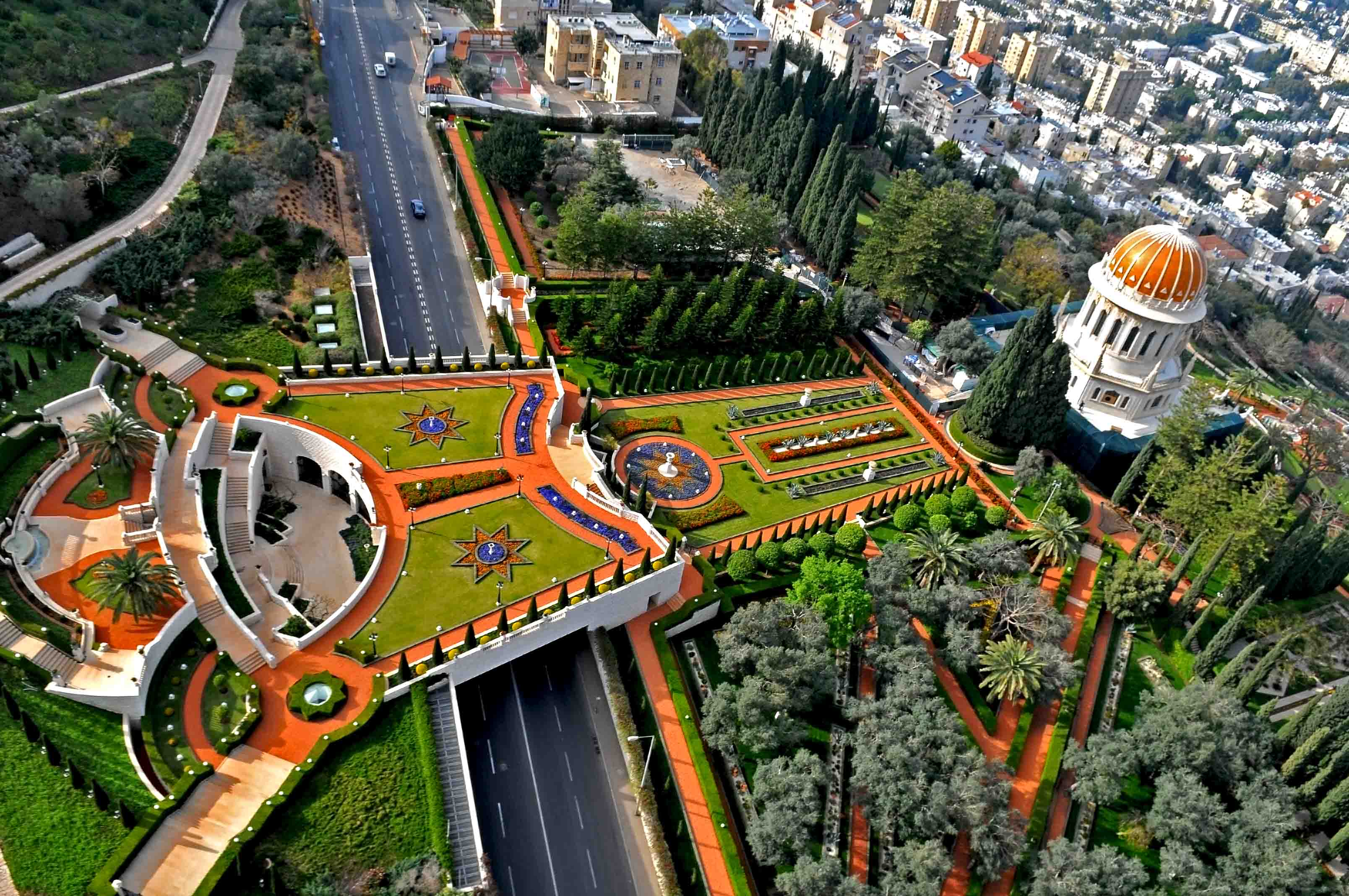
Les jardins en terrasses du mausolée du Báb, dont le pont enjambant l'avenue Haziyonuth.

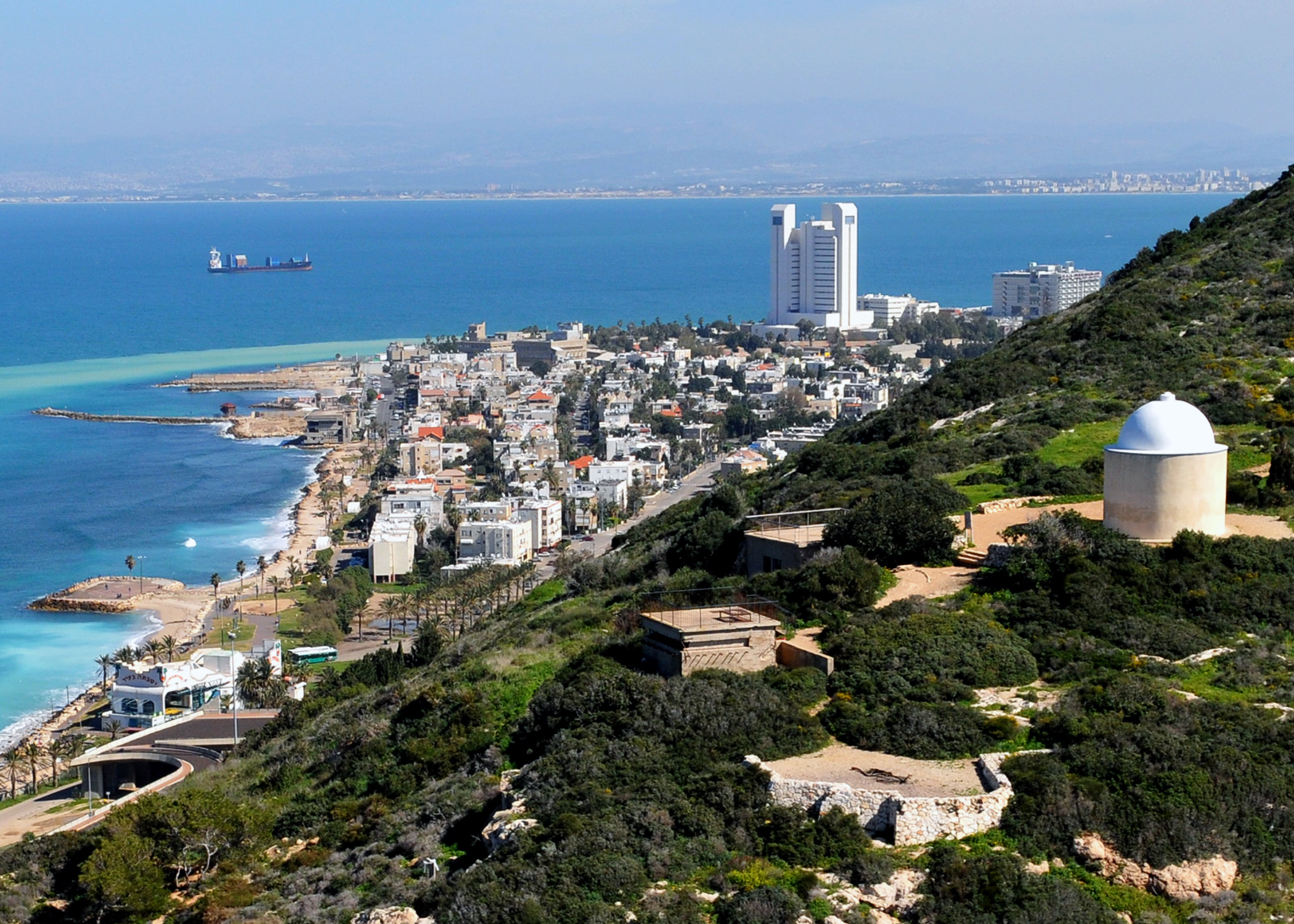
Haifa – le mont Carmel en bord de mer.

Aujourd’hui, Haïfa est une cité multiculturelle et multiconfessionnelle, où coexistent des citoyens israéliens juifs, musulmans, chrétiens catholiques, chrétiens orientaux et druzes. Elle abrite aussi le Centre mondial baha'i (comprenant le mausolée du Báb, les jardins en terrasses et l'Arc Bahai (en) (centre administratif) sur le flanc nord du mont Carmel), qui est un site administratif et de pèlerinage important pour les adeptes du bahaïsme, ainsi qu’une attraction touristique visitée. D'autres lieux saints du bahaïsme se trouvent à Acre.
Le petit cimetière d’Haïfa abrite également la tombe de Mike Brant, chanteur de variété qui fit une carrière courte mais au succès météorique en France au début des années 1970 et mit fin à ses jours le 25 avril 1975.

## Économie
Hormis son port industriel, la ville de Haïfa est également le terminal de l’oléoduc d’Eilat (traitement annuel de 9 millions de tonnes de brut dans ses raffineries) ainsi qu’une composante essentielle de l’économie israélienne du fait du Technion dont les travaux de recherche alimentent les start-ups et les parcs technologiques répartis dans la périphérie de Tel Aviv-Jaffa jusqu’à la Galilée. Elle constitue également un centre de communication régionale et internationale sur le plan du transport aérien (Eilat), routier, ferroviaire (Tel Aviv-Jaffa) et maritime (Chypre).
La ville accueille le siège social d'un grand nombre d'entreprises industrielles, telles d’Israel Electric Corporation (CA : 17,6 milliards de dollars en 2006[réf. souhaitée]) qui fournit une grande partie de l’électricité en Israël, Intel Israël le premier exportateur privé du pays, ou encore ZIM, la compagnie israélienne de fret maritime.

## Santé
À Haïfa il y a trois hôpitaux généraux publics au service de toute la population. Il y a notamment le Rambam Health Care Campus (en), nommé d'après Moïse Maimonide, rabbin, philosophe et médecin.
Le centre médical Rambam est le plus grand hôpital au nord d'Israël et sert aussi centre de traumatologie du nord.
Les autres hôpitaux généraux publics à Haïfa sont le centre médical Carmel מרכז רפואי כרמל (he) et le centre médical Bnai Zion. Il y a aussi un hôpital gériatrique : l'hôpital Fliman.
Enfin il y a deux hôpitaux privés : Le centre médical Elisha et le centre médical Assuta.

## Tourisme
Haïfa est une ville touristique importante de par son statut de capitale culturelle du Nord d’Israël et sa localisation côtière. En 2005, Haïfa abritait treize hôtels qui disposaient de 1 462 chambres. De plus, elle dispose de 17 km de plages dont 5 kilomètres sont équipés de stations touristiques, la plupart de ses stations proposent des sports aquatiques.

## Transports
Une curiosité de Haïfa est le Carmelit, une ligne de métro souterrain conçu comme un funiculaire sur le modèle du Tünel (funiculaire d’Istanbul) mais comptant six arrêts, soit davantage que son équivalent stambouliote. Celui-ci gravit les pentes du mont Carmel.
L'autoroute reliant Acre à Tel-Aviv traverse Haïfa. Un tunnel-autoroute à péage, construit sous forme de PPP au sud de la ville près du mont Carmel, permet aux véhicules de rejoindre les côtés sud-ouest et est de la ville sans passer par le centre-ville ou de gravir le mont Carmel (tunnels Carmel (en)). Le temps de parcours est passé de 30–50 minutes à 6 minutes.
Un réseau de téléphérique public est actuellement en construction entre la station centrale de bus HaMifratz de Haifa et le Technion. La ligne comportera six stations et sera inaugurée en 2020.

## Société
Haïfa abrite le Centre du mont Carmel de formation communautaire pour les pays en voie de développement.

## Politique
La ville constitue un bastion politique du parti travailliste israélien, de centre gauche[réf. nécessaire]. La municipalité est gérée par Yona Yahav entre 2003 et 2018. Il est élu comme candidat d’une liste soutenue par les partis Shinouï, les Verts et Ishud Haschchunot.
Yahav est battu en 2018 par la liste de gauche menée par Einat Kalisch-Rotem, qui devient la première femme mairesse d’une grande ville d’Israël.
| Portrait                                                         | Identité                                                     | Période         | Période          | Durée              | Étiquette                    | Élection             |
| Portrait                                                         | Identité                                                     | Début           | Fin              | Durée              | Étiquette                    | Élection             |
| ---------------------------------------------------------------- | ------------------------------------------------------------ | --------------- | ---------------- | ------------------ | ---------------------------- | -------------------- |
| Amram Mitzna                                                     | Amram Mitzna (he) עמרם מצנע (né en 1945)                     | 1993            | 2003             | 10 ans             | Parti travailliste israélien |                      |
| Pas de portrait sous licence libre disponible pour Giora Fisher. | Par intérim : Giora Fisher (d) (he) גיורא פישר (1937 - 2014) | 2003            | 2003             | moins d’un an      |                              |                      |
| Yona Yahav                                                       | Yona Yahav (he) יונה יהב (né en 1944)                        | 29 octobre 2003 | 20 novembre 2018 | 15 ans et 22 jours | Shinouï HaYerukim Kadima     |                      |
| Einat Kalisch-Rotem                                              | Einat Kalisch-Rotem (he) עינת קליש רותם (née en 1970)        | 2018            | 2024             | 6 ans              | Parti travailliste israélien |                      |
| Yona Yahav                                                       | Yona Yahav (he) יונה יהב (né en 1944)                        | 2024            | En cours         | 1 an               | Parti travailliste israélien | 30 octobre 2018 (en) |

## Défense
Sur le plan militaire, la ville abrite également une importante base navale de Tsahal pour ses opérations en mer Méditerranée. La flotte stratégique de nouveaux sous-marins de classe Dolphin y trouve son port d’attache.

## Personnes célèbres nées à Haïfa
- Émile Habibi (1921-1996), écrivain, membre de la Knesset ;
- Ivry Gitlis (1922-2020), violoniste ;
- Tawfik Toubi (1922-2011), membre de la Knesset ;
- Leila Khaled (1944), militante palestinienne de l’organisation FPLP ;
- Hani al-Hassan (en) (1937-2012), homme politique palestinien, membre fondateur du Fatah ;
- Khaled Al-Hassan (1928-1994), homme politique palestinien, membre fondateur du Fatah ;
- Yochanan Vollach (1945), footballeur israélien ;
- Avi Lerner (1947), producteur israélien ;
- Elias Sanbar (1947), historien, poète et essayiste ;
- Gene Simmons (1949), bassiste du groupe de hard rock Kiss ;
- Amos Gitaï (1950), réalisateur israélien ;
- Aarale Ben Arieh (1955), artiste contemporain israélien ;
- Samuel Brussel (1956), écrivain français ;
- Nadera Shalhoub-Kevorkian (1960), chercheuse féministe
- Ari Folman (1962), scénariste, réalisateur israélien ;
- Hillel Slovak (1962), guitariste des Red Hot Chili Peppers de 1983 à 1988 ;
- Eyal Sivan (1964), scénariste, réalisateur et producteur ;
- Norman Issa (1967), acteur ;
- Sharon Kam (1971), clarinettiste allemande ;
- Yousef Sweid (1976), acteur et marionnettiste ;
- Clara Khoury (1976), actrice ;
- George Iskandar (1979), acteur ;
- Miss Red, chanteuse ;
- Odeya Rush (1997), actrice[29] ;
- Haya Harareet (1931-2021), actrice israélienne ;
- Naftali Bennett (1972), Premier Ministre israélien de juin 2021 à juin 2022 ;
- Mike Brant (1947 - 1975) chanteur, compositeur ;
- Edmond Benjamin Bonan (1937), mathématicien

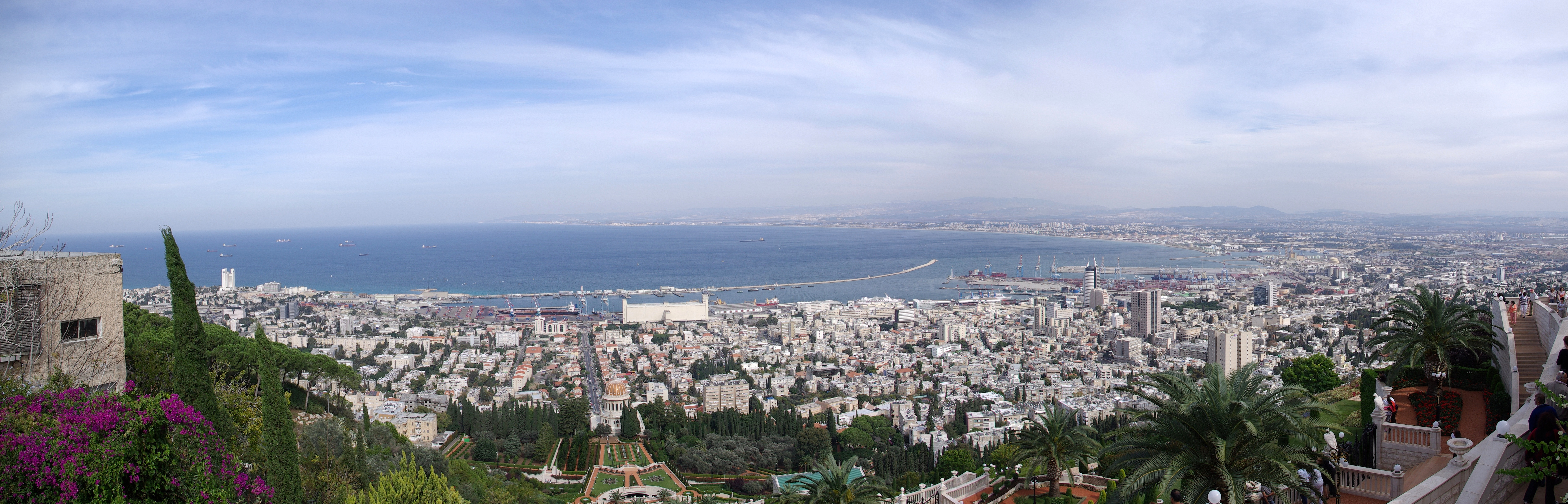
Vue panoramique.

## Personnes célèbres décédées à Haïfa
- Hillel Yaffé (1864-1936), médecin en dirigeant sioniste ;
- Elisabeta Nicopoi (1920-2013), résistante roumaine, Juste parmi les nations
- Tuviah Friedman, (1922-2011), chasseur de nazis

## Jumelages
| Ville | Ville                        | Pays | Pays                   | Période                    |
| ----- | ---------------------------- | ---- | ---------------------- | -------------------------- |
|       | Aalborg                      |      | Danemark               | depuis 1972                |
|       | Aalborg                      |      | Danemark               | depuis 1972                |
|       | Anvers                       |      | Belgique               | depuis 1995                |
|       | borough londonien de Hackney |      | Royaume-Uni            |                            |
|       | Boston                       |      | États-Unis             |                            |
|       | Brême,                       |      | Allemagne              | depuis le 23 août 1976     |
|       | Chengdu                      |      | Chine                  | depuis le 25 novembre 2013 |
|       | Düsseldorf                   |      | Allemagne              | depuis 1978                |
|       | Erfurt                       |      | Allemagne              | depuis le 17 juillet 2005  |
|       | Fort Lauderdale              |      | États-Unis             |                            |
|       | Guayaquil                    |      | Équateur               |                            |
|       | Kobe                         |      | Japon                  | depuis 2004                |
|       | Langley                      |      | États-Unis             |                            |
|       | Le Cap                       |      | Afrique du Sud         |                            |
|       | Lexington                    |      | États-Unis             |                            |
|       | Manille                      |      | Philippines            |                            |
|       | Mannheim                     |      | Allemagne              | depuis 2009                |
|       | Marseille                    |      | France                 |                            |
|       | Mayence                      |      | Allemagne              | depuis le 30 mars 1987     |
|       | Monterrey                    |      | Mexique                |                            |
|       | Municipalité de Limassol,    |      | Chypre                 | depuis le 9 septembre 2000 |
|       | Newcastle upon Tyne          |      | Royaume-Uni            | depuis 1979                |
|       | Novokouznetsk                |      | Russie                 |                            |
|       | Odessa                       |      | Ukraine                | depuis 1992                |
|       | Palm Desert                  |      | États-Unis             |                            |
|       | Portsmouth                   |      | Royaume-Uni            |                            |
|       | Rosario,                     |      | Argentine              | depuis 1988                |
|       | Saint-Domingue               |      | République dominicaine |                            |
|       | Saint-Pétersbourg            |      | Russie                 | depuis 2008                |
|       | San Francisco                |      | États-Unis             | depuis 1973                |
|       | Shanghai                     |      | Chine                  | depuis 1993                |
|       | Shenzhen                     |      | Chine                  |                            |
|       | Suceava                      |      | Roumanie               |                            |
|       | Telenești                    |      | Moldavie               | depuis 2018                |
|       | Turin                        |      | Italie                 |                            |
|       | West Hartford                |      | États-Unis             |                            |